# Максимович, Иннокентий Клавдиевич
Иннокентий Клавдиевич Максимович (1850 — 1913) — русский судебный деятель, сенатор.

## Биография
Из потомственных дворян. Сын полковника в отставке Клавдия Корнильевича Максимовича (1806—1860) и жены его баронессы Ольги Романовны Розен (1821—?). Старший брат Константин (1849—?) — генерал от кавалерии.
Первоначальное образование получил в Дрездене, затем в приготовительном пансионе С. В. Лялина. В 1867 году поступил в Александровский лицей, который окончил в 1871 году с серебряной медалью и чином титулярного советника.
По окончании лицея поступил на службу кандидатом на судебные должности при Харьковском окружном суде. 27 декабря 1871 года переведен на ту же должность в Санкт-Петербургский окружный суд, а в июне 1872 года причислен к Министерству юстиции и командирован к исправлению должности судебного следователя 2-го участка Змиевского уезда.
В 1876 году был назначен членом Седлецкого окружного суда, 21 мая 1880 года — членом Киевского окружного суда, в 1886 году — председателем Оренбургской палаты уголовного и гражданского суда, в 1889 году — председателем Рижского окружного суда, в 1897 году — председателем департамента Санкт-Петербургской судебной палаты, в 1900 году — прокурором означенной палаты, в 1902 году — старшим ее председателем. 1 января 1902 года произведен в тайные советники.
11 августа 1904 года назначен сенатором, с оставлением на посту старшего председателя Санкт-Петербургской судебной палаты. От последней должности был освобожден в 1906 году и назначен к присутствованию в Судебном департаменте Правительствующего Сената. В 1909 году был перемещен во 2-й департамент. Имел все ордена до ордена Белого Орла включительно.
Скончался в 1913 году на германском курорте Баденвейлер. Был похоронен на Тихвинском кладбище Александро-Невской лавры.

## Семья
С 1872 года был женат на Марионилле Филадельфовне Мясищевой (1853—1907). Их дети:
- Клавдий (1873—?), генерал-майор, участник Белого движения. Женат на Ольге Александровне Куприенко.
- Константин (1875—?), женат на Анастасии Александровне Дмитриевой.
- Мария (1878—?)
- Александр (1881—1889)